# Georg von Lambsdorff
Georg Franz Wilhelm Freiherr von der Wenge Graf von Lambsdorff (* 4. Novemberjul. / 16. November 1863greg. auf Rittergut Groß Bersteln, Kreis Bauske (Gouvernement Kurland); † 6. September 1935 in Neubabelsberg bei Potsdam) war ein preußischer Verwaltungsjurist, Landrat und Regierungspräsident in Gumbinnen (1915–1919).

## Leben
Georg von Lambsdorff entstammte einer kurländischen Adelsfamilie. Sein Vater war der Adelsmarschall des Kreises Bauske, Nikolaus Freiherr von der Wenge Graf von Lambsdorff (1828–1891) und dessen Ehefrau Maria, geborene Baronin von Hahn (1834–1908). Er selbst hatte drei Brüder, einer davon war der Generalleutnant des preußischen Heeres Gustav von Lambsdorff (1867–1937).
Dr. jur. Georg Graf von Lambsdorff begann 1885 als Gerichtsreferent. 1895 bis 1905 wirkte er als Landrat im Kreis Ragnit, Provinz Ostpreußen. Er wechselte 1905 als Polizeipräsident nach Magdeburg und 1910 kam er als Oberpräsidialrat zurück nach Ostpreußen. Hier amtierte Georg Graf von Lambsdorff als Regierungspräsident in Gumbinnen und betätigte sich unter anderem bei öffentlichen Vorträgen. Von 1919 bis 1922 war er Reichs- und Staatskommissar für das abzutretende Memelgebiet. Der Verwaltungsrechnungsrat war auch Major der Reserve a. D.
Lambsdorff heiratete im Dreikaiserjahr 1888 Frieda von Friderici-Steinmann, genannt von Mellenthin. Das Ehepaar hatte zwei Kinder:
- Marie Luise (* 1893) ⚭ 1914 Otto von Rodenberg
- Friedrich-Nicolaus (* 1902), Dr., jur., Ober-Reichsbahnrat, ⚭ 1932 Gerda von Löbbecke (* 1905)[4]

Ein Nachruf auf ihn findet sich im Johanniter-Ordensblattes zu September 1935. Im Johanniterorden war er lange als Ordenssekretär tätig und zum Schluss, seit 1929, als Ehrenkommendator. Der Beitritt als Ehrenritter ist früh auf das Jahr 1900 datiert.
Kirchlich war er im Martin-Luther-Bund engagiert. Er war dessen stellvertretender Vorsitzender von 1932 bis 1934.

## Publikationen
- Geschichte der Polizeiverwaltung in Magdeburg / Tei 1. Geschichte der Magdeburg Polizeiverwaltung bis 1850. Heinrichshofen (Magdeburg), 1914. DNB
- Deutsche Adelsgenossenschaften und Freimaurerei, Vergin Verlag, Magdeburg 1926. Teildigitalisat